# Treize myriarchies
Pour les articles homonymes, voir Wan Hu.
Les treize myriarchies (tibétain : ཁྲི་སྐོར་བཅུ་གསུམ, Wylie : khri skor bcu gsum, THL : trikor chusum, parfois translittéré en trikkor tchousoum), également appelé en chinois wanhu fu (chinois simplifié : 万户府 ; chinois traditionnel : 萬户府 ; pinyin : wànhù fǔ) dirigés par treize myriarques (tripeun), sont une organisation féodale mise en place par l'empereur mongol Kubilai Khan de la dynastie Yuan (sino-mongole) sur le Tibet et ses alliés bouddhistes, les lamas de l'école Sakyapa, dans ce que l'on appelle le régime Sakya-Yuan, forme la base d'un nouveau jeu de pouvoir. En 1260, Kubilai donne à Phagpa (‘Phags pa) le poste de dishi (précepteur impérial) et le pouvoir sur les treize myriarchies  le Tibet central ou U, le Tsang, le Tibet de l’Ouest, le Kham et l’Amdo.

## Découpage
D'après la « chanson de la Reine du printemps », les chroniques du 5e dalaï-lama (Lobsang Gyatso), celles de Ü étaient Gyama, Drikung, Tsalpa, Thangpochewa, Phagmodru, et Yazang. Certaines listes comportent Taglung à la place de Thangpochewa.
Mangyül Gungthang est l'une d'elles.
Le Lato du Nord et le Lato du Sud (régions les plus à l'Ouest de l'Ü-Tsang) étaient deux myriarchies.
Le nom des treize myriachies sont :
1. gyama (tibétain : རྒྱ་མ, Wylie : rgya ma, THL : gyama)
2. drigung (tibétain : འབྲི་གུང, Wylie : 'bri gung, THL : drigung)
3. tsalpa (tibétain : ཚལ་པ, Wylie : tshal pa, THL : tsalpa)
4. tangpo ché (tibétain : ཐང་པོ་ཆེ, Wylie : thang po che, THL : tangpo ché, lieu dans le phyongs rgyas rdzong)
5. pak ru (tibétain : ཕག་རུ, Wylie : phag ru, THL : pak ru)
6. yazang tsang (tibétain : གཡ་བཟང་གཙང, Wylie : g.ya bzang gtsang, THL : yazang tsang)
7. lho de latö (tibétain : ལྷོ, Wylie : lho, THL : lho de tibétain : ལ་སྟོད, Wylie : la stod, THL : latö, à l'Ouest du Tsang)
8. jang de latö (tibétain : བྱང, Wylie : byang, THL : jang de tibétain : ལ་སྟོད, Wylie : la stod, THL : latö, à l'Ouest du Tsang)
9. gurmo (tibétain : གུར་མོ, Wylie : gur mo, THL : gurmo)
10. chumik (tibétain : ཆུ་མིག, Wylie : chu mig, THL : chumik)
11. shang (tibétain : ཤངས, Wylie : shangs, THL : shang, dans le Tsang)
12. shyalu (tibétain : ཞ་ལུ, Wylie : zha lu, THL : shyalu, dans le Tsang)
13. yardrok (tibétain : ཡར་འབྲོག, Wylie : yar 'brog, THL : yardrok)

## Fonctionnement
Les myriarques sont soumis au dishi (précepteur impérial, issu des Sakya, résident à Pékin (alors Khanbaliq)). Chacune de ces myriarchies doivent verser un tribut et fournir des soldats aux Mongols. Les monastères sakya en sont exempte.

## Fin du régime
D'après, Fabienne Jagou, le monarque tibétain, Changchub Galtsen (Byang chub rgyal mtshan, 1302-1364), destitue les Saskyapa et prend le pouvoir, appuyé par l'école Phagmo Drupa (Phag mo gru pa), vers 1350, abolit les myriarchies et unifie le Tibet. C'est le début de la période Phagmodrupa.
Sous la dynastie Ming, un système de tusi est mis en place sur les régions de culture tibétaine de la province du Sichuan nommé dasima wanhu fu (zh) (答思麻万户府, dásīmá wànhù fǔ).